# Lucien Demanet
Lucien Demanet (6 de diciembre de 1874 - 16 de marzo de 1979) fue un gimnasta francés que compitió a comienzos del siglo XX. Participó en los Juegos Olímpicos de París 1900 en representación de su país y logró la medalla de bronce en el Concurso General masculino.